# Segagaga
Segagaga (セガガガ?) è un videogioco di ruolo sviluppato da Hitmaker e pubblicato nel 2001 da SEGA per Sega Dreamcast.
Titolo parodia, il videogioco è ambientato in una realtà alternativa in cui i personaggi SEGA esistono realmente. Nel gioco sono presenti alcune delle mascotte della società giapponese tra cui Alex Kidd e Ristar.